# Daequan Cook
Daequan Preston Cook (Dayton, 28 aprile 1987) è un ex cestista statunitense.

## Carriera
È stato selezionato dai Philadelphia 76ers al primo giro del Draft NBA 2007 (21ª scelta assoluta).

## Statistiche

### College
| Anno      | Squadra             | PG | PT | MP   | TC%  | 3P%  | TL%  | RP  | AP  | PRP | SP  | PP  |
| --------- | ------------------- | -- | -- | ---- | ---- | ---- | ---- | --- | --- | --- | --- | --- |
| 2006-2007 | Ohio State Buckeyes | 39 | 1  | 19,7 | 44,5 | 41,5 | 69,7 | 4,3 | 1,0 | 0,7 | 0,3 | 9,8 |
| Carriera  | Carriera            | 39 | 1  | 19,7 | 44,5 | 41,5 | 69,7 | 4,3 | 1,0 | 0,7 | 0,3 | 9,8 |

### NBA

#### Regular Season
| Anno      | Squadra          | PG  | PT | MP   | TC%  | 3P%  | TL%  | RP  | AP  | PRP | SP  | PP  |
| --------- | ---------------- | --- | -- | ---- | ---- | ---- | ---- | --- | --- | --- | --- | --- |
| 2007-2008 | Miami Heat       | 59  | 19 | 24,4 | 38,1 | 33,2 | 82,5 | 3,0 | 1,3 | 0,4 | 0,2 | 8,8 |
| 2008-2009 | Miami Heat       | 75  | 4  | 24,4 | 37,5 | 38,7 | 87,5 | 2,5 | 0,9 | 0,5 | 0,1 | 9,1 |
| 2009-2010 | Miami Heat       | 45  | 3  | 15,4 | 32,0 | 31,7 | 84,0 | 1,8 | 1,0 | 0,3 | 0,2 | 5,0 |
| 2010-2011 | Oklahoma Thunder | 43  | 0  | 13,9 | 43,6 | 42,2 | 80,0 | 1,7 | 0,5 | 0,3 | 0,0 | 5,6 |
| 2011-2012 | Oklahoma Thunder | 57  | 22 | 17,4 | 36,8 | 34,6 | 63,6 | 2,1 | 0,3 | 0,4 | 0,2 | 5,5 |
| 2012-2013 | Houston Rockets  | 16  | 1  | 10,3 | 35,6 | 36,7 | 66,7 | 1,1 | 0,6 | 0,4 | 0,1 | 3,4 |
| 2012-2013 | Chicago Bulls    | 33  | 0  | 8,4  | 27,8 | 24,6 | 77,8 | 1,3 | 0,3 | 0,1 | 0,2 | 2,5 |
| Carriera  | Carriera         | 328 | 49 | 18,3 | 36,9 | 35,9 | 81,3 | 2,1 | 0,7 | 0,4 | 0,1 | 6,4 |

#### Playoffs
| Anno     | Squadra          | PG | PT | MP   | TC%  | 3P%  | TL%  | RP  | AP  | PRP | SP  | PP  |
| -------- | ---------------- | -- | -- | ---- | ---- | ---- | ---- | --- | --- | --- | --- | --- |
| 2009     | Miami Heat       | 7  | 0  | 23,0 | 31,0 | 30,0 | 100  | 2,4 | 0,6 | 0,3 | 0,0 | 5,3 |
| 2011     | Oklahoma Thunder | 17 | 0  | 11,5 | 39,3 | 34,8 | 100  | 1,6 | 0,1 | 0,2 | 0,0 | 3,8 |
| 2012     | Oklahoma Thunder | 16 | 0  | 6,8  | 37,8 | 33,3 | 0,0  | 0,6 | 0,3 | 0,2 | 0,0 | 2,3 |
| 2013     | Chicago Bulls    | 6  | 0  | 6,0  | 10,0 | 12,5 | -    | 0,5 | 0,7 | 0,2 | 0,0 | 0,5 |
| Carriera | Carriera         | 46 | 0  | 10,9 | 34,5 | 31,5 | 75,0 | 1,2 | 0,3 | 0,2 | 0,0 | 3,0 |

## Palmarès

### Squadra
- Supercoppa di Portogallo maschile: 1

Benfica: 2015
- Coppa di Portogallo: 1

Benfica: 2016

### Individuale
- McDonald's All-American Game (2006)
- Vincitore del NBA Three-point Shootout all'NBA All-Star Weekend 2009 di Phoenix.